# Liliʻuokalani
Liliʻuokalani (phát âm tiếng Hawaiian: [liˌliʔuokəˈlɐni]; Lydia Liliʻu Loloku Walania Kamakaʻeha; Ngày 2 tháng 9 năm 1838 - 11 tháng 11 năm 1917) là nữ vương duy nhất và là quốc vương cuối cùng của Vương quốc Hawaii. Bà trị vì từ ngày 29 tháng 1 năm 1891 cho đến khi bị lật đổ vào ngày 17 tháng 1 năm 1893. Là một nhà soạn nhạc của "Aloha Oe" cùng nhiều tác phẩm khác, sau khi bị phế truất và giam lỏng, bà đã sáng tác cuốn tự truyện Hawaiʻi's Story by Hawaiʻi's Queen.
Liliʻuokalani sinh ngày 2 tháng 9 năm 1838, tại Honolulu, thuộc đảo Oʻahu. Ngoài cha mẹ ruột là Analea Keohokālole và Caesar Kapaʻakea, bà còn là con nuôi của vợ chồng Abner Pākī và Laura Kōnia và được họ nuôi dưỡng cùng với con gái của mình, nữ Giám mục Bernice Pauahi. Liliʻuokalani được rửa tội với tư cách là một Cơ đốc nhân và được giáo dục tại Trường Hoàng gia. Bà và anh chị em của mình được Vua Kamehameha II tuyên bố là đủ điều kiện để kế vị. Liliʻuokalani sau đó kết hôn với John Owen Dominis, một người gốc Mỹ, người sau này trở thành Thống đốc bang Oʻahu. Hai vợ chồng không có con, thay vào đó, họ quyết định nhận con nuôi. Sau khi anh trai David Kalākaua lên ngôi năm 1874, bà và anh chị em của mình đã được phong tước hiệu Hoàng tử và Công chúa theo phong cách phương Tây. Năm 1877, sau cái chết của em trai Leleiohoku II, bà được tuyên bố là người thừa kế ngai vàng. Trong Năm Thánh Vàng của Victoria của Anh, Liliʻuokalani đại diện cho anh trai mình như một đặc phái viên chính thức tại Vương quốc Anh.
Liliʻuokalani lên ngôi vào ngày 29 tháng 1 năm 1891, chín ngày sau cái chết của anh trai bà. Trong thời gian trị vì của mình, bà đã cố gắng soạn thảo một hiến pháp mới nhằm khôi phục quyền lực của chế độ quân chủ và quyền bỏ phiếu thông qua chính sách tước đoạt quyền kinh doanh. Bị đe dọa bởi những nỗ lực nhằm bãi bỏ Hiến pháp Bayonet, các phần tử thân Mỹ ở Hawaiʻi đã tiến hành đảo chính lật đổ chế độ quân chủ vào ngày 17 tháng 1 năm 1893. Cuộc đảo chính được củng cố bằng cuộc đổ bộ của Thủy quân lục chiến Hoa Kỳ dưới thời John L. Stevens, khiến cho chế độ quân chủ theo đó mà sụp đổ.
Cuộc đảo chính đã thành lập Cộng hòa Hawaii, nhưng mục đích cuối cùng là sáp nhập các hòn đảo vào Hoa Kỳ. Tuy nhiên nỗ lực trên sau đó đã bị Tổng thống Grover Cleveland tạm thời ngăn lại. Sau một cuộc nổi dậy không thành công để khôi phục chế độ quân chủ, chính quyền đầu sỏ đã đặt cựu nữ vương dưới sự quản thúc tại gia ở Cung điện ʻIolani. Vào ngày 24 tháng 1 năm 1895, Liliʻuokalani bị buộc phải thoái vị, chính thức chấm dứt chế độ quân chủ ở Hawaii. Nhiều nỗ lực đã được thực hiện để khôi phục chế độ quân chủ và chống lại sự thôn tính của Hoa Kỳ, nhưng với sự bùng nổ của Chiến tranh Mỹ Tây Ban Nha, Hoa Kỳ chính thức sáp nhập Hawaiʻi vào lãnh thổ của mình. Bà sống phần còn lại của cuộc đời với tư cách là một công dân ẩn dật. Liliʻuokalani qua đời tại tư gia ở Washington Place, Honolulu vào ngày 11 tháng 11 năm 1917.

## Đầu đời
Liliʻuokalani tên thật là Lydia Liliʻu Loloku Walania Kamakaʻeha, sinh ngày 2 tháng 9 năm 1838. Thân mẫu của bà là Analea Keohokālole và thân phụ là Caesar Kapaʻakea. Bà chào đời trong túp lều lớn bằng cỏ của ông ngoại 'Aikanaka, dưới chân ngọn núi lửa Punchbowl Crater thuộc vùng Honolulu, trên đảo Oʻahu. Theo phong tục của người Hawaii, tên của Liliʻuokalani được đặt dựa theo một sự kiện liên quan đến việc bà chào đời. Vì thời điểm Liliʻuokalani được sinh ra, Kuhina Nui (vương hậu nhiếp chính) Elizabeth Kīnaʻu bị mắc bệnh nhiễm trùng mắt, nên bà đã dùng những từ ngữ như iliʻu (thông minh), loloku (chảy nước mắt), walania (đau rát) và kamakaʻeha (đau mắt) để đặt tên cho đứa trẻ mới sinh này. Ngày 23 tháng 12 cùng năm, Liliʻuokalani được rửa tội bởi mục sư Levi Chamberlain, một nhà truyền giáo người Mỹ và được đặt tên Cơ đốc là Lydia.